# いま知りたい天才5人VSさんま岡村SP
天才○○○さんまときどき岡村（てんさいホニャララさんまときどきおかむら）は、日本テレビで2019年10月11日22:50 - 翌0:44（JST）に放送された特別番組であり、明石家さんまと岡村隆史の冠番組である。さんま岡村祭りシリーズ第6弾。金曜ロードSHOW!特別エンターテインメント枠として放送された。

## 内容
今知りたい天才軍団の超ルール発表!私たちとどこが違うのか?さんま岡村がネチネチ聞き出す!

## 出演者
司会
- 明石家さんま
- 岡村隆史（ナインティナイン）
- 桝太一（日本テレビアナウンサー）

さんまは「スペシャル回答者」として参加しており、岡村と桝が進行を行った。
ゲスト（杉咲・小倉はVTR出演）
- 佐藤浩市
- 綾野剛
- 生田絵梨花
- 滝沢カレン
- HIKAKIN
- 古市憲寿
- 四千頭身
- 杉咲花（綾野の証言）
- 小倉智昭（古市の証言）

## スタッフ
- ナレーション：三村ロンド
- 構成：桜井慎一／大岩賞介
- TM：木村博靖
- SW：三井隆裕
- カメラ：西阪康史
- MIX：藤岡絵里子
- VE：三橋崇弘
- 照明：藤山真緒
- モニター：吉邑光司
- ECG：滝澤奈美子、齋藤さやか
- 電子テロップ保守：山田昌弘
- 音効：岡田淳一
- 美術P：大川明子
- デザイン：田澤奈津美
- 美術協力：日本テレビアート
- 編集：須川浩之
- MA：船木拓也
- 技術協力：NiTRO、ヌーベルバーグ、ヌーベルアージュ
- ロケ技術：テイクランド、fmt
- 協力：アフロ
- リサーチ：佐藤直也
- スタイリスト：山下貢理子
- TK：山際慎子、奈良里美
- 制作デスク：高桑繭子
- AD：小林穂波、内山菜摘、原彰太、山田拓海、石井あさひ
- AP：小坂道洋、沼能亜弥
- ディレクター：海野裕二、塩入修、冨田大介、師岡靖成、原田大輔、矢野昭彦、西田周平、日野力
- 制作進行：浜田和宏
- 演出：根岸秀明
- 総合演出：三浦伸介
- プロデューサー：宮下仁志、大友有一、宮崎慶洋、小塩佳宏、本間正幸、高橋正子/菅賢治
- チーフプロデューサー：倉田忠明
- 制作協力：オフィスぼくら、SION
- 製作著作：日本テレビ